# Lillo (Belgique)
Pour les articles homonymes, voir Lillo.
Lillo est un village sur l'Escaut situé au nord de la ville d'Anvers, en Belgique qui a disparu lors de l'expansion du port d'Anvers. Il n'en reste qu'un petit centre résidentiel à Fort Lillo. Le village fait maintenant partie de l'arrondissement anversois Berendrecht-Zandvliet-Lillo.

## Histoire

### Moyen-Âge
Des références à Lillo sont admises dans des lettres de chevalerie données le 19 avril 1656 à Madrid pour Michel de Lannoy, écuyer, seigneur du Carnoy, résidant à Lille, alors située dans les Pays-Bas espagnols, tout comme Lillo. Il a avancé de grosses sommes d'argent dont il n'est encore ni indemnisé ni remboursé; son aïeul Paul van Dale, chevalier, seigneur de Lillo, a servi l'empereur Charles Quint. Paul Van Dale, a rendu de nombreux services dans des expéditions militaires. Il a été fait chevalier par Charles Quint au siège de la Goulette en Afrique (Conquête de Tunis (1535). Michel de Lannoy est allié à la famille noble de Croix, ayant épousé Marie Marguerite de Croix, fille de Jacques, chevalier, seigneur d'Escou, mayeur (maire) de la ville de Saint-Omer (actuellement en France), et de Marie de Croix.

### Période moderne
Le village de Lillo, qui en 1950 comptait 1 375 habitants, est rattaché à la municipalité d'Anvers en 1958, conjointement avec les communes voisines de Berendrecht et de Zandvliet. Peu après, le village entier, à l'exception du hameau de Lillo-Fort, est exproprié, puis démoli pour permettre l'extension du port d'Anvers, dans le cadre d’un plan quinquennal. Au milieu des années 1960, le village ne comptait déjà plus que quelque 800 habitants. Du village originel, il ne subsiste plus actuellement que le hameau de Lillo-Fort.

## Démographie

### Évolution démographique
- Sources : INS, Rem. : 1831 jusqu'en 1947 = recensements[4].